# Poleto
Poleto (en macédonien Полето) est un village de l'est de la Macédoine du Nord, situé dans la municipalité de Deltchevo. Le village comptait 194 habitants en 2002.

## Démographie
Lors du recensement de 2002, le village comptait :
- Macédoniens : 186
- Roms : 2